# Omphaletis petrodora
Omphaletis petrodora är en fjärilsart som beskrevs av Oswald Beltram Lower 1902. Omphaletis petrodora ingår i släktet Omphaletis och familjen nattflyn. Inga underarter finns listade i Catalogue of Life.